# Giovanni Felice Sances
Giovanni Felice Sances (* um 1600 vermutlich in Rom; † 24. November 1679 in Wien) war ein italienischer Komponist und Sänger (Tenor) des Barock sowie Hofkapellmeister in Wien.

## Leben
Giovanni Felice Sances, Sohn des in Mantua und später in Rom tätigen Sängers Horatio Sances, war von 1609 bis 1614 als Knabensopran am Collegium Germanicum in Rom, wo er seine musikalische Ausbildung bei Ottavio Catalani und Annibale Orgas erhielt. Im Februar 1614 war er als Sänger bei einer vom Kardinal Montalto anberaumten Opernaufführung im Palazzo della Cancelleria vermerkt. Später sind Aufenthalte in Bologna und Venedig nachgewiesen. Erst 1633, mit der Veröffentlichung seines als Libro secondo bezeichneten zweibändigen venezianischen Druckes, ein- und zweistimmigen Cantades, finden sich nächste biografische Fakten. Dieses Doppelwerk ist dem Marchese Pio Enea degli Obizzi aus Padua gewidmet. Ab Dezember 1636 war Sances Tenor in der Wiener Hofmusikkapelle. 1649 wurde Sances Vizekapellmeister unter Antonio Bertali und ab 1669 Kapellmeister, diese Position hatte er bis zu seinem Tod inne. Sances wurde am 26. November 1679 in der Gruft der Wiener Augustinerkirche begraben.
Zu Lebzeiten galt Sances als einer der bekannten Komponisten Europas. Sein Gesamtwerk umfasst, neben wenigen Instrumentalsonaten, Kirchenmusik, mehr als 50 Messen, Kantaten, drei Sammlungen Motetten (Venedig, 1638, 1638, 1642), zwei Sammlungen mit Psalmvertonungen (Venedig 1643 und 1648), drei Totenmessen, drei Tedeums, ein Stabat mater, mehrere Sammlungen mit weltlichen Kantaten und acht Bühnenwerke, letztere zum Teil in Zusammenarbeit mit Johann Heinrich Schmelzer und Antonio Draghi.
Sances war ein bemerkenswerter Melodiker. Seine Oper L’andromeda (1637) war die erste, die in einem kommerziell betriebenen Opernhaus aufgeführt wurde. Er gilt als einer der Ersten, die ein aus mehreren Gesangsstücken bestehendes Werk als Kantate bezeichneten. Sein gemeinsam mit Antonio Bertali geschaffene Zyklus von Introiten wurde bis ins 19. Jahrhundert verwendet.

## Diskografie
- Dulcis amor Iesu Ensemble Scherzi Musicali, Leitung Nicolas Achten, 2010, Ricercar RIC 292